# SC Zofingen
Der SC Zofingen ist ein Fussballverein aus der Stadt Zofingen. Der Verein wurde am 10. August 1896 gegründet. Die erste Mannschaft spielt ab Saison 2024/25 in der 2. Liga, der sechsthöchsten Schweizer Liga.

## Geschichte

### Vorgeschichte
Als erster Fussballverein wurde in Zofingen am 10. August 1896 der Football-Club Zofingen (FBCZ) gegründet. Unter den Gründern befanden sich mehrere Romands. Romands waren in der Schweiz sehr häufig an der Weiterverbreitung des Fussballs aus der Westschweiz, wo er durch englische Internatsschüler bekannt gemacht wurde, in die Deutschschweiz beteiligt.
Wie andernorts war auch in Zofingen das Umfeld dem Fussball gegenüber oft ablehnend und feindselig eingestellt. Doch auch die Stimmung im FBCZ war stets angespannt und die Zusammensetzung des Vereinsvorstands wechselte oft. Statuten wurden zwar aufgestellt, aber nicht gedruckt, so dass sie nicht allen Mitgliedern bekannt waren und Differenzen bei der Interpretation begünstigt wurden. Für häufigen Streit sorgte zudem eine strenge Bussenordnung. Beides trug zur neben anderen Gründen zur schlechten Stimmung im Verein bei.
Der FBCZ löste sich im Ende Mai / Anfang Juni 1899 nach knapp drei dreijährigem Bestehen wieder auf.

### Gründung
Am 23. Juni 1899, also bloss ungefähr einen Monat nach der Auflösung des FBCZ, gründeten ehemalige Mitglieder des Vereins zusammen mit weiteren Männern den Football-Club „Old Boys“ Zofingen. Durch eine statuarische Aufnahmehürde wurden missliebige Personen aus dem alten Verein vom neuen Verein ferngehalten. Nun wurden die Statuten gedruckt und der Umgang im Verein war im Gegensatz zum Vorgängerverein freundschaftlich und kameradschaftlich. Der Mitgliederbestand bei der Gründung reichte nur für die Bildung eines Teams aus.
Als Vereinsfarben wurden Blau und Schwarz, die Farben des Wappens des Kantons Aargau, bestimmt. Bereits 1900 wurde der Namenszusatz „Old Boys“, der den neuen Verein vom FBCZ unterscheiden sollte, wieder fallen gelassen. Der Verein nannte sich fortan nur noch FC Zofingen.

### 1899–1913
Das erste Spiel fand am 10. Dezember 1899 gegen eine Mannschaft des Knabeninstituts Zuberbühler in Aarburg statt. Im folgenden Jahr trat man erneut gegen das Institut Zuberbühler Aarburg, sowie gegen Burgdorf, Old Boys Basel III, FC Zürich II und FC Excelsior I an. Die Zahl der Spiele war in den frühen Jahren gering. Von 1900 bis 1906 wurden pro Jahr jeweils drei bis sechs Spiele ausgetragen. Zudem erlahmte der sportliche Betrieb wiederholt, etwa 1901 und vor 1905.
1905 gelang ein Neuanfang durch die Anwerbung neuer Mitglieder. Zwar sollen bei einer 13:0-Niederlage gegen den FC Kantonsschule in Aarau im September 1905 nur zehn Zofinger auf dem Platz gestanden sein, wovon einige zuvor noch nie Fussball gespielt oder ein Fussballspiel gesehen hätten. In den folgenden Monaten wurde die Mannschaft jedoch rasch stärker.
Bereits 1903 war der FC Zofingen zusammen mit Aarau Stadt, Aarau Kantonsschule, Baden und Lenzburg Gründungsmitglied des Aargauischen Fussballverbands, dem er seitdem abgesehen von einem kleinen Unterbruch 1931/32 stets angehörte.
1907 trat der Verein dem Schweizerischen Fussballverband bei. Er wurde in die dritthöchste Spielklasse, die Serie C eingeteilt, und konnte diese Gruppe gleich in der ersten Saison gewinnen. Er scheiterte jedoch bei den Aufstiegsspielen in die Serie B, ebenso wie beim nächsten Gruppensieg 1910.
1909 konnte eine zweite Mannschaft aufgestellt werden. 1910 betrug die Zahl der Spieler 18, 1911 dann 23. 1911 hatte der Verein zudem 71 Passivmitglieder.
Die Heimspiele wurden seit der Gründung wie schon die des FBCZ auf dem Heiternplatz ausgetragen.

### 1914–1930
Wegen des Ausbruchs des Ersten Weltkriegs mussten viele Spieler und Funktionäre in die Armee einrücken. Ein Meisterschaftsbetrieb konnte dennoch aufrechterhalten werden. 1915 wurde mit Arnold Rysler ein ehemaliges Vorstandsmitglied zum Präsidenten gewählt. Rysler verliess Zofingen zwar nach einem Jahr schon wieder. In seiner Amtszeit reorganisierte er den Verein jedoch und verlieh ihm neue Impulse. So wurde eine Leichtathletik-Sektion gegründet und der Vereinsname in Sport-Club Zofingen abgeändert.
Widerstand gegen den Fussball gab es in Zofingen in jenen Jahren immer noch. So wurde zum Beispiel die Bestellung eines Fussballs per Postkarte vom Postvorsteher verhindert mit der Begründung, es gebe schon genug Fussbälle in der Stadt. Der Ball konnte schliesslich über die Postfiliale eines Nachbardorfs bestellt werden.
1921 übernahm der SCZ für ein Jahr den Vorsitz es Aargauischen Fussballverbands. Das erfolgreiche Abschneiden der Schweizer Fussballnationalmannschaft bei den Olympischen Sommerspielen 1924 in Paris, das im Gewinn der Silbermedaille nach der Finalniederlage gegen Uruguay resultierte, sorgte auch in Zofingen für einen Fussballboom. Fussball wurde langsam zum Massenphänomen. In der Saison 1925/1926 spielten 53 Mann Meisterschaftsfussball für den SCZ. 1928 nahmen dann vier Mannschaften am Spielbetrieb teil.
In den Zwanzigerjahren konnte der Club erste grössere Erfolge feiern. 1924 wurde Zofingen II Aargauer B-Meister und gewann damit als erste Mannschaft des Vereins seit der Gründung eine Meisterschaft. Zofingen I wurde im selben Jahr Aargauer C-Meister. Im SFV konnte Zofingen I den Gruppensieg in der Serie C 1923, 1926, 1928 und 1929, scheiterte aber jedes Mal in den Aufstiegsspielen gegen die übrigen Gruppensieger.
1924 wurde das 25-Jahr-Jubiläum mit einem Turnier gefeiert, das der Verein für Rasenspiele Basel I gewann. Die übrigen Teilnehmer waren Burgdorf I, Luzerner Sportclub I und Zofingen I.
Im Dezember 1927 führte der Verein zum ersten Mal eine öffentliche Veranstaltung durch, während man zuvor bei geselligen Anlässen eher unter sich blieb. An dem Tanzanlass mit kulturellen Darbietungen und einer Tombola nahmen 300 Personen teil.
1927 wurden eine Seniorenabteilung sowie eine Damen-Landhockeysektion gegründet. Die Aufstellung eines Seniorenteams für Fussballer in fortgeschrittenem Alter, die sich einen ruhigeren Spielbetrieb wünschten, wurde seit 1921 diskutiert. Die Abteilung organisierte sich weitgehend selbstständig. Ihr Obmann erhielt Einsitz im Clubvorstand. Die Landhockeysektion der Dame löste sich jedoch bereit 1929 nach dem Wegzug einiger Spielerinnen wieder auf. Sie nahm bloss an einem einzigen Spiel teil, nämlich 1929. Höhepunkt war ein vom Verein organisiertes Damen-Hockeyspiel zwischen Grasshoppers Zürich und Old Boys Basel 1928 auf dem Heiternplatz mit 900 Zuschauern.

### 1930–1939
1932 konnte nach dem erneuten Sieg Gruppensieg in der Serie C des SFV der in den Zwanzigerjahren mehrfach verpasste Aufstieg in die Serie B erreicht werden. Das entscheidende Aufstiegsspiel wurde am 3. April 1932 in Aarau gegen Bremgarten I gewonnen. 1935 erfolgte der Aufstieg aus der 3. Liga, der vormaligen Serie B, in die 2. Liga.
In der Saison 1932/33 nahm der SC Zofingen erstmals am Schweizer Cup teil, verlor aber in der ersten Runde gegen das höherklassige Arbon. Am 7. November 1937 empfing der Verein in der zweiten Hauptrunde des Schweizer Cups den Nationalligisten FC Lugano. 2100 Zuschauer wohnten der 2:5-Niederlage Zofingens bei. 1934 und 1935 wurde Zofingen I Aargauer Cupsieger.
Mitte der 1930er-Jahre wurde der Vereinsname wieder auf Fussballclub Zofingen geändert, da ab 1929 im Verein nur noch Fussball gespielt wurde. 1945 kehrte man zum Namen Sport-Club Zofingen zurück.

### 1940–1949
1944 stieg die erste Mannschaft in die 1. Liga auf. Da es nur zwei Aufstiegsplätze gab, aber drei Mannschaften punktgleich waren, fanden Ausscheidungsspiele zwischen Olten, Pratteln und Zofingen statt. Da jedes Team einmal gewann, musste eine zweite Runde durchgeführt werden. Dabei konnte Zofingen Olten besiegen, während Pratteln gegen Olten und Zofingen gewann. In der Folge stiegen Pratteln und Zofingen auf. In dieser erfolgreichen Saison 1943/44 kamen jeweils 1200 bis 1700 Zuschauer an die Spiele. Der Rekord war das Meisterschaftsspiel gegen Pratteln am 16. April 1944 mit 2400 Besuchern.
1947/48 spielten für den SCZ eine Mannschaft in der 1. Liga, eine in der 3. Liga, vier Juniorenmannschaften und eine Seniorenmannschaft. Zusammengezählt bestritten die Teams 150 Spiele. Zu Beginn der Saison 1948/1949 verliessen jedoch zahlreiche Spieler den Verein. Die erste Mannschaft wurde dadurch empfindlich geschwächt und konnte den Abstieg aus der 1. Liga-Gruppe Ostschweiz nur knapp verhindern.
Das 50-Jahr-Jubiläum 1949 wurde mit einem internationalen Juniorenturnier im Mai und einem Abendanlass im November begangen.

### 1950–1959
In den Fünfzigerjahren wurde die sportliche Situation schwieriger. In der Saison 1949/50 stieg die 1. Mannschaft des SC Zofingen wieder in die 2. Liga ab. 1953 konnte der Abstieg in die 3. Liga nur knapp verhindert werden. Im Jahr 1956 gab es zudem eine 2. und eine 3. Mannschaft. Allerdings wurde in diesen Jahren auch immer wieder über Spielermangel geklagt. 1956 wurde den italienischen Einwanderern in Zofingen die Mitwirkung im Verein vertraglich zugesichert. Diese Regelung wurde 1962 erneuert. Es wurde in den folgenden Jahren jedoch auch infrage gestellt, ob die Italiener eigene Strukturen haben sollten. Als Resultat dieser Diskussionen wurden sie in den Hauptverein integriert, traten aber immer noch mit eigenen Mannschaften an.
Das 60-Jahr-Jubiläum 1959 wurde mit einem Propagandaspiel gegen den BSC Young Boys gefeiert. 3000 Zuschauer folgten dem Spiel auf dem an der Grenze des Fassungsvermögens angelangten Sportplatz Steibrüggli. YB gewann das Spiel mit 8:1, nachdem es zuerst in Rückstand geraten waren.

### 1960–1974
In den Sechzigerjahren wurde der SC Zofingen wieder erfolgreicher, aber der angestrebte Aufstieg in die 1. Liga liess auf sich warten. 1962 und 1965 wurde die erste Mannschaft Meisterschaftszweite, 1966 Meisterschaftsdritte. 1967 gelang dann die Rückkehr in die 1. Liga. Der Klassenerhalt gelang in den folgenden beiden Saisons 1967/68 und 1968/69 jedoch nur knapp.
Da die Ambitionen höher waren, verpflichtete der Verein 1969 den ehemaligen Nationalspieler Heinz Bäni, der auch als Trainer amtete. Dafür bezahlte man dem FC Young Fellows Zürich eine Ablösesumme von 20'000 Schweizer Franken. Bäni selbst erhielt pro Jahr 9600 Franken. Trotzdem konnte 1970 der Ligaerhalt nur knapp gesichert werden. 1971 erfolgte der Abstieg in die 2. Liga, worauf Bäni zurücktrat und auch nicht mehr für den SC Zofingen spielte. Der Verein häufte durch diese Verpflichtung Schulden an, die ihn in den folgenden Jahren belasteten. Die Stimmung war im Verein und in der ersten Mannschaft, in der auch die Disziplin der Spieler zu wünschen übrig liess, in den folgenden Jahren schlecht. Die Unruhe nahm jedoch bereits seit den Sechzigerjahren immer mehr zu. Fast an jeder Generalversammlung demissionierten Vorstandsmitglieder, andere wurden abgesetzt oder ausgebootet. 1973 musste sogar der Abstieg in die 3. Liga in Kauf genommen werden. Der Abstieg in die 4. Liga konnte 1974 nur dank eines 1:1 im letzten Saisonspiel verhindert werden.
Im selben Jahr feierte der Verein sein 75-jähriges Bestehen. Das Jubiläum wurde unter anderem mit Turnieren für C- und D-Junioren, einem Grümpelturnier, einem Unterhaltungs- und einem Italienerabend gefeiert.

### 1975–1992
In der Saison 1974/75 gewann der SC Zofingen seine Gruppe in der 3. Liga. Er konnte sich in den Aufstiegsspielen zusammen mit dem FC Reinach gegen den FC Tägerig durchsetzen und stieg zusammen mit Reinach, gegen das der SC Zofingen verlor, in die 2. Liga auf. Das gewonnene Aufstiegsspiel gegen Tägerig war zugleich das Einweihungsspiel des neuen Stadions Trinermatten. Nach einigen erfolgreicheren oder mittelmässigen Saisons musste der Verein in der Saison 1979/80 wieder gegen den Abstieg kämpfen, schaffte den Ligaerhalt jedoch. 1980/81 war der SCZ erstmals seit langem wieder schuldenfrei. Das Kader der 1. Mannschaft bestand ausschliesslich Spielern, die im Verein selbst ausgebildet wurden – darunter der spätere Nationalliga-A-Spieler Agapios Kaltaveridis.
1984 klassierte man sich als zehnte von zwölf Mannschaften und stieg wieder in die 3. Liga ab. 1989 gewann der SC Zofingen seine Gruppe in der 3. Liga, scheiterte aber in den Aufstiegsspielen. Auch 1990 und 1991 erreichte man die Aufstiegsspiele, konnte sich aber nicht durchsetzen. 1991 verlor man in Lenzburg gegen den FC Kölliken nach Penaltyschiessen.  Im Jahr 1992 wurde der SC Zofingen Zweitplatzierter seiner Gruppe in der 3. Liga. In den vier Aufstiegsspielen holte er sieben Punkte und damit neben dem Aufstieg in die 2. Liga den Titel des Aargauer 3.-Liga-Meisters.
In der Saison 1984/85 konnte zudem eine jugoslawische Mannschaft ins Leben gerufen werden, die fortan an der Meisterschaft in der 4. und später in der 3. Liga teilnahm. Die Mannschaft der Italiener hingegen formierte sich neu als eigener Verein unter dem Namen ASC Italia Zofingen. Ab der Rückrunde 1988/89 nahm eine weitere Mannschaft an der Meisterschaft der 5. Liga, der untersten Spielklasse des Schweizer Ligasystems, teil. Insgesamt traten also vier Aktivmannschaften für den SC Zofingen an.

### 1992–1999
Zu Beginn der ersten 2.-Liga-Saison 1992/93 konnte der SC Zofingen kaum mithalten und beendete die Vorrunde auf dem zweitletzten Platz. Noch während der Vorrunde wurde der ehemalige Bundesligaspieler Detlef Bruckhoff als Spielertrainer verpflichtet. Ende der Saison konnte der Ligaerhalt knapp gesichert werden. In der folgenden Saison 1993/94 wurde die 1. Mannschaft Aargauer Meister in der 2. Liga. In den Aufstiegsspielen zur 1. Liga scheiterte das Team nach einem Sieg gegen den FC Amriswil und einer Niederlage gegen den FC Bülach.
In der Saison 1994/95 blieb der Erfolg zunächst aus. Deswegen und wegen Spannungen zwischen dem Trainer, einigen Spielern und dem Vorstand wurde der Vertrag mit Bruckhoff aufgelöst. Unter dem neuen Trainer Charles Grütter schloss man die Meisterschaft auf dem zweiten Rang ab. Auch in den folgenden Saisons konnte die Saison in der Regel in den vorderen Rängen abgeschlossen werden – wenn auch aufgrund von Schwächephasen, die erst durch Trainerwechsel beendet werden konnten, nie ganz oben.
1999 feierte der Verein das 100-jährige Bestehen. Anlässlich der Feierlichkeiten wurden im Juni neben einem Festakt im Stadion Trinermatten Juionierenturniere, darunter ein internationales D-Junioren-Turnier, ein Fussball-Event mit Mannschaften aus der NLA, sowie am 16. Oktober 1999 das Europameisterschaftsqualifikationsspiel zwischen den Fussballnationalmannschaften der Frauen aus der Schweiz und England ausgerichtet.

### 2000–2009
Im Jahr 2001 konnte der SCZ in die 2. Liga interregional aufsteigen und ein Jahr später gelang der Aufstieg in die 1. Liga. Nach soliden Meisterschaften gelangte die 1. Mannschaft in der Saison 2007/08 in die abstiegsgefährdete Zone. Für die letzten fünf Saisonspiele wurde Andy Egli als Trainer verpflichtet. Mit ihm gelang es, den Klassenerhalt zu sichern. Der Klassenerhalt in der Saison 08/09 wurde rechtzeitig sichergestellt.

### 2010–2019
Im Jahr 2009/2010 wurde die 1. Liga-Mannschaft von Peter Schädler geführt. In der Saison 09/10 kam dann die Mannschaft nie so richtig vom Fleck. 5 Runden vor Schluss entschied sich dann die Vereinsleitung sich vom Trainer P.Schädler zu trennen. Das Ruder wurde vom ehemaligen NLA-Kicker Mirko Pavlicevic (Schweizer Meister mit dem FC Aarau 1993), er führte die Equipe souverän aus dem Abstiegsregionen, der Ligaerhalt wurde ohne Mühe geschafft. In der Saison 10/11 wurde nach einer sehr guten Vorrunde (Rang 3) im Frühling ein markanter Kaderumbau vorgenommen. Die Equipe schloss die Meisterschaft im gesicherten Mittelfeld ab, ohne je im Abstiegskampf involviert gewesen zu sein.
Die Saison 2011/2012 brachte einige Veränderungen im Kader des  Fanionteams. Aktuell besteht die 1. Mannschaft vor allem noch aus ehemaligen Junioren und jungen Spielern. Die Vorrunde beschloss das Team auf Rang 14 und verstärkte sich auf die Rückrunde mit einzelnen Spielern, um den Abstiegskampf am Saisonende zu vermeiden.

### 2020–
2024 feierte der SCZ sein 125 Jahr-Jubiläum.

## Stadion
Im Jahr 1974 wurde das neue Stadion eröffnet. Es befindet sich in den Sportanlagen Trinermatten und hat eine Tribüne mit 670 gedeckten Sitzplätzen.

## Erfolge
- 1935: 1. Aargauer-Cup-Sieger
- 1989–1992: jeweils Meisterschaftssieger